# Stupini, Brașov
Stupini este un cartier din municipiul Brașov, înainte localitate din județul Brașov

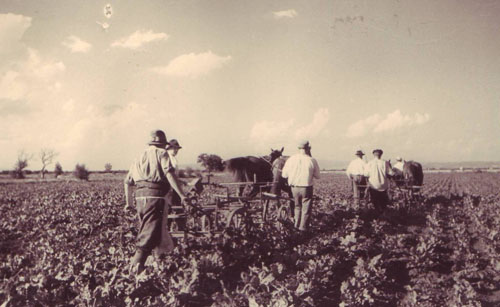
Stupini în anul 1950

Deoarece cartierul Stupini se află în aval de stația de epurare, este o zonă fără sisteme de canalizare. Construcțiile noi, care s-au ridicat în număr mare în ultimul timp, sunt prevăzute cu bazine vidanjabile. În cartier nu există încă un sistem centralizat de distribuție a apei potabile, dar este inclus în Programul ISPA.